# Echo Lake (Südgeorgien)
Der Echo Lake ist ein See auf Südgeorgien im Südatlantik. Er liegt am südwestlichen Ende der Bucht Godthul sowie 1,75 km nordwestlich eines alten Walfängerdepots am Ufer des Lake Aviemore.
Das UK Antarctic Place-Names Committee benannte ihn 2009 nach dem Echo, das von den Kliffs oberhalb des Sees widerhallt.